# Corispermum erosum
Corispermum erosum là loài thực vật có hoa thuộc họ Dền. Loài này được Iliin mô tả khoa học đầu tiên năm 1929.